# ロドリーゴ・ダラゴーナ
ロドリーゴ・ダラゴーナ（Rodrigo d'Aragona, 1499年11月1日 ローマ - 1512年8月 バーリ）は、南伊ナポリ王国の貴族。ビシェーリエ公及びセルモネータ公。ルクレツィア・ボルジアの最初の子であった。

## 生涯
教皇アレクサンデル6世の娘ルクレツィア・ボルジアと、ナポリ王アルフォンソ2世の非嫡出子ビシェーリエ公アルフォンソ・ダラゴーナの間の唯一の子として誕生。生後10日目の1499年11月10日、大勢の枢機卿及びイタリア諸国から集まった高位聖職者や大使たちが参列しての大々的な洗礼式が行われ、祖父教皇の洗礼名に因むロドリーゴと名付けられる。洗礼の代父は親族のコスタンツァ司教フランシスコ・デ・ボルハが務め、システィーナ礼拝堂での司式は前ナポリ大司教オリヴィエーロ・カラファ枢機卿が担当した。嬰児は式中大人しくしていたが、ボルジア家の長年の敵で最近和解したばかりだったオルシーニ家の者が抱き抱えると泣き始め、母親が抱くまで泣き止まなかった。この出来事はボルジア家にとって多難な前途を示していると噂された。
1500年父が暗殺されると、母はフェラーラ公アルフォンソ1世・デステとの再婚のためロドリーゴを手放すことを余儀なくされた。1501年9月より、ロドリーゴはフランシスコ・デ・ボルハ枢機卿の手許で養育されることになった。ルクレツィアは1502年1月6日フェラーラに向けてローマを発ち、ロドリーゴと再会することはなかった。ロドリーゴは父親から相続したナポリのビシェーリエ公爵領その他の大領主だったが、祖父教皇は彼にセルモネータ公爵領をも授け、ロドリーゴの名前と公爵位を刻んだメダルが教皇庁で発行された。1503年アレクサンデル6世が死ぬと、敵対する人々はロドリーゴを含むボルジア家の人々をサンタンジェロ城内の監獄に収監した。ルクレツィアは息子を含む自分の家族を解放するよう手紙のやり取りや姻戚関係の伝手を使って働きかけ、成功した。彼女は幼いロドリーゴを亡くなった夫の家族に養育させるよう求めた。
ロドリーゴは父親の同母姉で同じくボルジア家の人間だったスクイッラーチェ公妃サンチャの手許で養育され、1506年に彼女が死ぬと、今度は父親の異母姉のミラノ公爵未亡人イザベッラが治めるバーリの宮廷に引き取られた。母ルクレツィアは何度もロドリーゴをフェラーラ宮廷に引き取って養育しようと動いたが、失敗に終わった。ルクレツィアは息子に頻繁にプレゼントや手紙を送り、息子が9歳になるとフェラーラ大学から家庭教師を送ってよこした。1506年、ルクレツィアはロレートのサントゥアリオ・デッラ・サンタ・カーザで息子との面会をセッティングしようとしたが、実現しなかった。1512年8月、ロドリーゴはわずか12歳で病死した。ルクレツィアは息子の死後ようやく彼の所領ビシェーリエへの訪問を許され、息子の財産の処分と宮廷の解散を行った。さらに息子の追善供養のミサに出席し、フェラーラに戻ると、息子の冥福を祈るため1か月間サン・ベルナルディーノ修道院に参籠した。ルクレツィアがアラゴン家側から息子の遺産を受け取ったのは1518年、自身の死の1年前のことだった。